# Архістратиг Михаїл (Куровський)
Архістрати́г Михаї́л — скульптура архангела Михаїла, небесного покровителя Києва. Архітектори Георгій Куровський, Володимир Приймак, Руслан Кухаренко, скульптор Микола Олійник.
Скульптура являє собою фігуру архангела у вигляді худорлявого хлопця в повний зріст, одягненого в довгий плащ, що розвивається. У правій руці у архангела меч, а в лівій — щит.
Спочатку скульптура була встановлена в Києві на майдані Незалежності, перед входом до Головпоштамту (зараз на цьому місці розташований постамент з глобусом). Скульптура стояла на колоні з білого мармуру, привезеного з Італії.
У 2001 році прийнято рішення замінити скульптуру на значнішу і її прибрали з майдану. Під час демонтажу скульптури з постаменту вивалився великий камінь і покалічив кілька людей[джерело?].
Замість неї на побудованих Лядських воротах була встановлена скульптура роботи Анатолія Куща. Киянам нова скульптура не сподобалася. Влада та духовенство висловили думку про необхідність її зміни на іншу.
Скульптуру планували подарувати Харкову в річницю його 350-річчя, але все ж подарували Донецьку. Донецьк натомість подарував Києву копію пальми Мерцалова.
Скульптура була встановлена в травні 2002 року у Свято-Преображенського собору в Донецьку. При відкритті був присутній міський голова Києва Олександр Омельченко.

На постаменті пам'ятника напис: 
|  | Архангел Михаїл Хай бережуть вас сили небесні ! Мешканці м. Києва донеччанам від щирого серця Травень 2002 р. |